# Physical Society of London
A Physical Society of London, Inglaterra, existiu de 1874 a 1921. Foi uma sociedade científica e publicou o Proceedings of the Physical Society of London. Em 1921 a sociedade tornou-se nominalmente Physical Society, e em 1960 fundiu-se no Instituto de Física (IOP).

## Presidentes da Physical Society
- 1874-1876 John Hall Gladstone
- 1876-1878 George Foster
- 1878-1880 William Grylls Adams
- 1880-1882 William Thomson
- 1882-1884 Robert Bellamy Clifton
- 1884-1886 Frederick Guthrie
- 1886-1888 Balfour Stewart
- 1888-1890 Arnold William Reinold
- 1890-1892 William Edward Ayrton
- 1892-1893 George FitzGerald
- 1893-1895 Arthur William Rucker
- 1895-1897 William de Wiveleslie Abney
- 1897-1899 Shelford Bidwell
- 1899-1901 Oliver Lodge
- 1901-1903 Silvanus Phillips Thompson
- 1903-1905 Richard Glazebrook
- 1905-1906 John Henry Poynting
- 1906-1908 John Perry
- 1908-1910 Charles Chree
- 1910-1912 Hugh Longbourne Callendar
- 1912-1914 Arthur Schuster
- 1914-1916 Joseph John Thomson
- 1916-1918 Charles Vernon Boys
- 1918-1920 Charles Herbert Lees
- 1920-1922 William Henry Bragg
- 1922-1924 Alexander Russell
- 1924-1926 Frank Edward Smith
- 1926-1928 Owen Willans Richardson
- 1928-1930 William Eccles
- 1930-1932 Arthur Stanley Eddington
- 1932-1934 Alexander Rankine
- 1934-1936 John William Strutt
- 1936-1938 Thomas Smith
- 1938-1941 Allan Ferguson
- 1941-1943 Charles Galton Darwin
- 1943-1945 Edward Andrade
- 1945-1947 David Brunt
- 1947-1949 George Finch
- 1949-1950 Sydney Chapman
- 1950-1952 Leslie Fleetwood Bates
- 1952-1954 Richard Whiddington
- 1954-1956 Harrie Massey
- 1956-1958 Nevill Francis Mott
- 1958-1960 John Ashworth Ratcliffe